# Xalet al carrer Sant Esteve, 2 (Caldes de Malavella)
L'edifici situat al carrer Sant Esteve, 2 és un xalet unifamiliar situat a la urbanització de La Granja del municipi de Caldes de Malavella (Selva) inclosa en l'Inventari del Patrimoni Arquitectònic de Catalunya.

## Descripció
Originàriament estava compost de planta baixa i terrat balaustrat, però aquest ha estat convertit posteriorment en pis i terrat. Planta rectangular i coberta a dues aigües (interrompuda pel nou terrat). Façana amb porta principal flanquejada per dues finestres en arc pla i amb guardapols. A la façana lateral novament dues finestres amb les mateixes característiques i una porxada semi-hexagonal en arc de mig punt motllurat i amb capitells jònics, tancada per una balaustrada. Al pis hi ha finestres en arc de mig punt. Abans de ser reformat tenia una cornisa motllurada i dentallons que donaven pas a un terrat balaustrat. Mur de paret de maó arrebossat i pintat de color blanc.

## Història
Xalet d'estiueig que forma part de la urbanització de la Granja al sud de la població, la construcció de la qual data de l'època de creació d'aquesta urbanització a l'entorn dels anys vint, en el moment d'esplendor de Caldes com a poble d'estiueig i d'activitat balneària. Urbanització anomenada en aquell temps "Colònia La Granja", promoguda per Miquel Picó i Jou, de caràcter residencial.